# Riccardia robusta
Riccardia robusta là một loài rêu trong họ Aneuraceae. Loài này được Stephani H.A. Mill. mô tả khoa học đầu tiên năm 1981.